# Elezioni presidenziali in Zambia del 2008
Le elezioni presidenziali in Zambia del 2008 si tennero il 30 ottobre; furono indette in seguito alla morte del Presidente Levy Mwanawasa, eletto nel 2006 con un mandato di cinque anni.

## Risultati
| Rupiah Banda       | Movimento per la Democrazia Multipartitica | 718 359   | 40,63 |  |  |  |  |  |
| Michael Sata       | Fronte Patriottico                         | 683 150   | 38,64 |  |  |  |  |  |
| Hakainde Hichilema | Partito Unito per lo Sviluppo Nazionale    | 353 018   | 19,96 |  |  |  |  |  |
| Godfrey Miyanda    | Heritage Party                             | 13 683    | 0,77  |  |  |  |  |  |
| Totale             | Totale                                     | 1 768 210 | 100   |  |  |  |  |  |
|                    |                                            |           |       |  |  |  |  |  |
| Voti non validi    | Voti non validi                            | 23 596    | 1,32  |  |  |  |  |  |
| Votanti            | Votanti                                    | 1 791 806 |       |  |  |  |  |  |